# 莊秋雄
莊秋雄（1939年1月1日—2022年8月7日），臺南學甲人，普渡大學博士，台灣獨立運動人士，曾任台灣獨立建國聯盟中央委員、台灣獨立建國聯盟美國本部副主席。

## 生平
莊秋雄出生於日治台灣台南州北門郡學甲庄（今臺南市學甲區）。為家中第二男子，父親早逝。1951年莊秋雄自學甲國民學校小學畢業，隨家庭輾轉臺南、新營、高雄等地。:2081961年自國立台灣大學土木系畢業。
臺大畢業後，莊秋雄曾於臺灣省政府建設廳公共工程局工作三年。:239自己積存旅費，於1965年8月以優異成績赴美國留學，申請到獎學金進入有「臺獨黃埔軍校」之稱的堪薩斯州立大學就讀。:239-240受到當時同鄉前輩范良信、楊宗昌的照顧及啟蒙，覺醒臺灣意識。:190當時莊秋雄閱讀了臺灣青年社在日本出版的《臺灣青年》，開始關心臺灣的前途。並在堪大結識許多有同感得臺灣同學。:12-131966年，莊秋雄與留美台灣留學生成立美洲台灣獨立聯盟（UFAI）。1967年獲得堪大工程碩士，旋赴普渡大學進修。:2331970年獲普渡大學機械工程博士。在普渡期間，莊秋雄積極鼓勵該地同鄉成立臺灣同鄉會，並任第一屆會長。:234當時普渡的留學生有余玉賢、孫明賢、華錫鈞等人。:190
莊秋雄曾任台灣同鄉會會長、台獨聯盟中央委員、台獨聯盟美國本部副主席，因而被打入「黑名單」，與妻子皆被列入「黑名單」。連母親申請赴美探親，都遭受國民黨當局百般刁難阻撓。:240
1988年，莊秋雄闖關回台，以台獨聯盟中央委員身分參加首度在台召開、第15屆世台會，並公開宣布他是臺灣獨立建國聯盟中央委員。:2311992年10月，莊秋雄「正式」回臺。莊秋雄與兄長莊秋峰參加演講會途中，前往民主進步黨立法委員候選人洪奇昌臺中市競選總部參觀，遇上陳婉真要拆臺灣臺中地方法院招牌的宣傳車，應陳婉真之邀上宣傳車。:10結果在警民衝突下，莊秋峰為保護莊秋雄，以七十歲之軀遭到警方毆打、拘禁看守所，最後在律師奔走下拘禁一個多月。:224
2005年12月12日，莊秋雄直批，「中華民國是臺灣」為時任中華民國總統兼民主進步黨主席陳水扁喊出的錯誤理念，是號稱「本土政權」的陳水扁政府違背臺灣人民期待的案例。
莊秋雄與夫人邱千美居於俄亥俄州辛辛那提市。

## 家族
- 莊秋雄么妹莊芳華嫁給詩人吳晟。

## 著作
- 《海外遊子台獨夢》，前衛出版社，1993年8月初版一刷。
- 《海外遊子台獨夢續》，前衛出版社，2002年

## 外部連結
- 莊秋雄博士台灣獨立運動作品輯 （页面存档备份，存于）